# Моя кассета — твой первый диск
«Моя кассета — твой первый диск» — второй студийный альбом белорусского певца и рэпера Тимы Белорусских, выпущенный 31 января 2020 года, продолжение дебютного альбома «Твой первый диск — моя кассета».

## Анонс
Альбом был анонсирован артистом через его группу ВКонтакте 20 января 2020 года.

## Описание
Второй студийный альбом Тимы Белорусских был выпущен 31 января 2020 года на белорусском музыкальном лейбле «Kaufman Label». Пластинка содержит в себе 7 музыкальных композиций, общая длительность которых составляет 19 минут.

## Список композиций
| №                   | Название               | Длительность |
| ------------------- | ---------------------- | ------------ |
| 1.                  | «Повторим»             | 2:36         |
| 2.                  | «Подземка»             | 2:48         |
| 3.                  | «Одуванчик»            | 3:03         |
| 4.                  | «Во дворе»             | 3:44         |
| 5.                  | «Птичка»               | 2:57         |
| 6.                  | «Любовь по-белорусски» | 2:58         |
| 7.                  | «Не меняй»             | 3:06         |
| Общая длительность: | Общая длительность:    | 19:54        |

## Критика
По словам Александра Филимонова, исполнитель «продолжает штамповать дворовые хиты для стадионов. Чем дальше, тем зауряднее и вымученнее, но школьницам пока нравится».
Алексей Мажаев констатирует, что «„зеркальность“ заголовка [альбома] прозрачно намекает на то, что музыка певца остаётся стилистически неизменной». Рассказывая о композиции нового диска, А. Мажаев говорит: «Артист довольно коротко и просто объясняет, про что следующая композиция, хотя почти все они настолько несложны, что всё понятно и без комментариев автора». При этом критик вынужден признать, что «рефрены „Одуванчика“, „Подземки“ и „Повторим“ уже ушли в народ, и песни „Во дворе“ и „Птичка“, скорее всего, тоже полюбятся аудитории».